# Alcalà de la Jovada

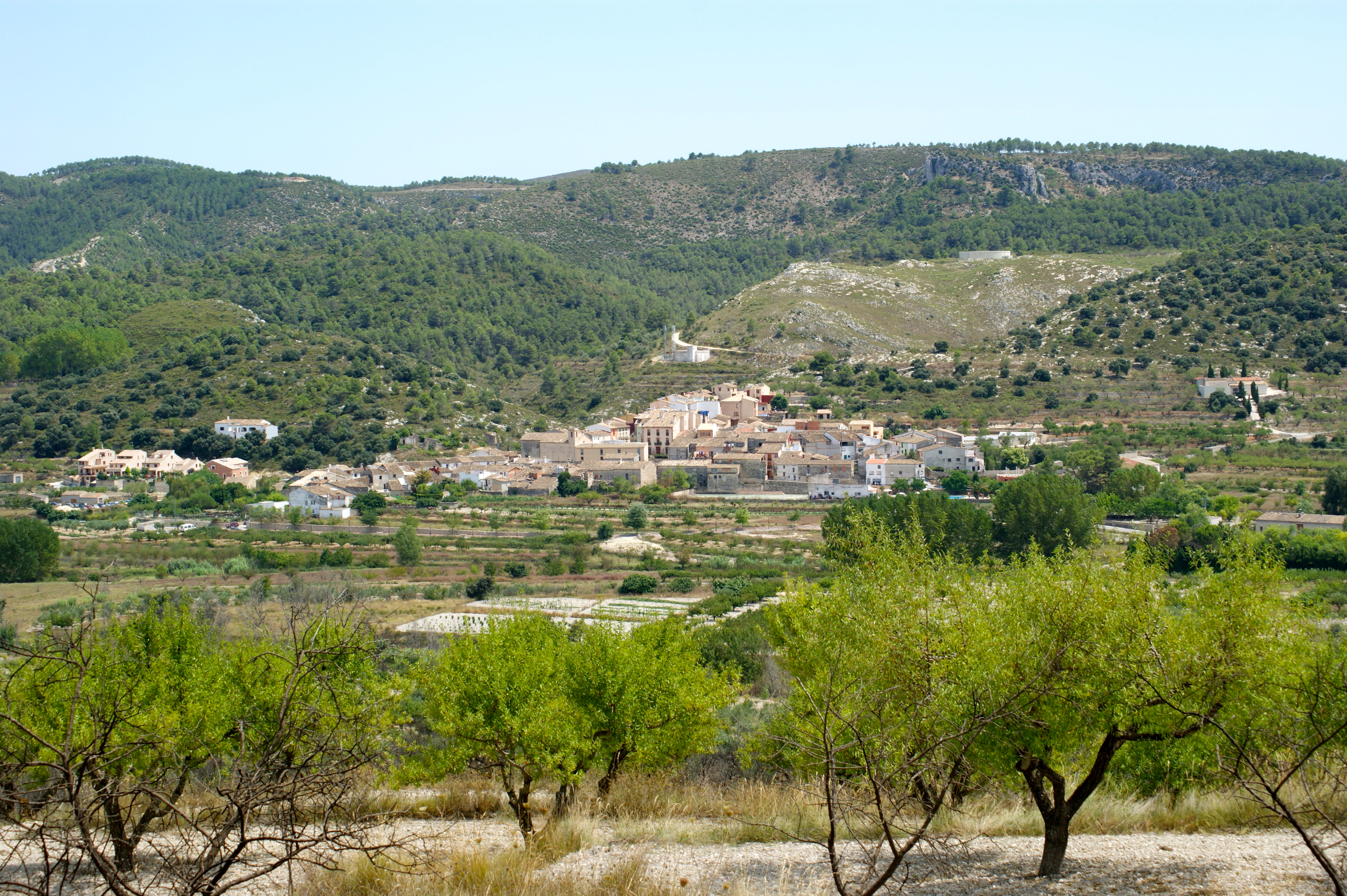
El xicotet poble d'Alcalà de la Jovada, vist des de la serra de la Penya Roja

Alcalà de la Jovada és un dels dos pobles del terme municipal de la Vall d'Alcalà (Marina Alta, País Valencià). És el poble on va nàixer el cabdill musulmà al-Azraq, famós per les seues revoltes contra els cristians de l'època del rei Jaume I; revoltes que són l'origen de les famoses festes de Moros i Cristians d'Alcoi.

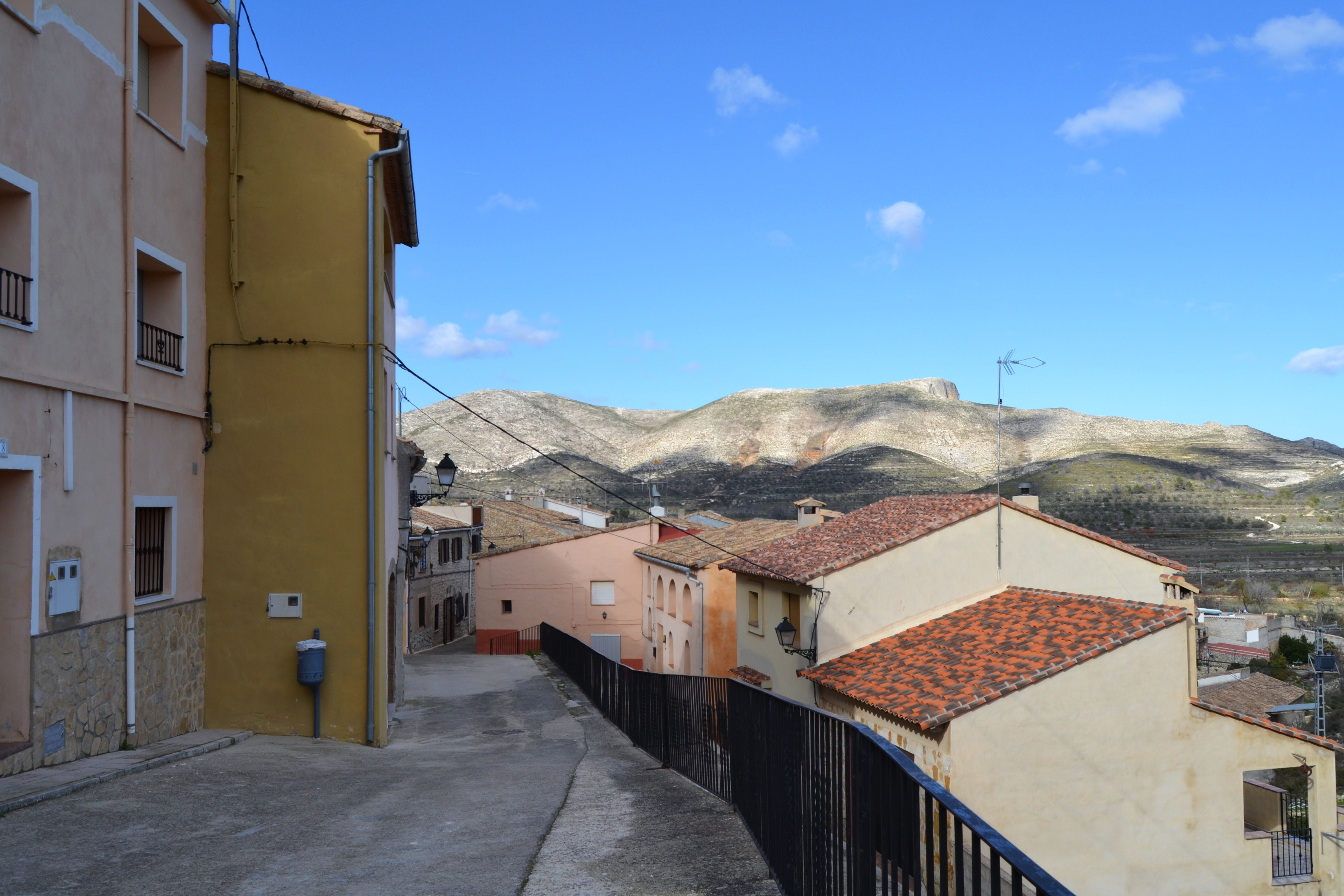
Carrer de la Torre a Alcalà de la Jovada

 El seu cens l'any 2013 era d'un poc més de 175 persones, que incrementa un poc les baixes xifres que es registraven anys anteriors.
En el seu terme es troba l'Atzuvieta, un dels despoblats moriscos més importants de la zona, en el qual encara es poden veure les restes de les antigues almàsseres, d'on extreien l'oli de les olives cultivades.
Pel que fa a la seua geografia política, limita amb Planes, a la comarca del Comtat per l'oest; amb la Vall de Gallinera pel nord; pel sud amb Tollos, també a la comarca del Comtat, i, per acabar, amb la Vall d'Ebo per l'est.
Físicament parlant, es troba dins d'una vall, rodejada de muntanyes però, alhora, molt pròxima s la mar. Aquest fet implica tindre un clima muntanyós però, al mateix temps, una mica humit i suavitzat per l'efecte marí.
Per una altra banda, trobem les festes patronals, que se celebren el primer cap de setmana (o de vegades el segon) d'agost, on es reparteixen les diferents activitats en els quatre dies que duren.

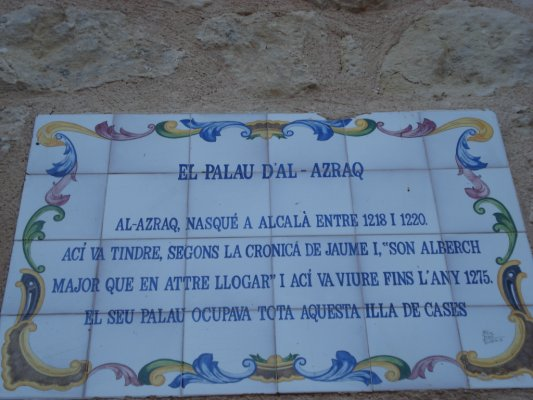
Panell informatiu que es troba a la façana de l'església d'Alcalà de la Jovada

- El divendres es fa el primer acte de tots, el qual inaugura les festes, i és una entradeta de les 'filaetes' amenitzada amb la banda de música que proporciona l'ajuntament per a les festeres. En acabar, les 'filaes' se'n van cadascuna pel seu compte a sopar als bars del poble per a després anar a l'orquestra que toca de nit fins a la matinada.
- El dissabte potser és el dia que més agrada als joves, on es fa per la vesprada una cavalcada de carrosses i gent disfressada. De nit, normalment la nit és amenitzada per alguna discomòbil o orquestra, depenent del pressupost que tinguen les festeres.
- El diumenge és el dia gran de les festes: el dia de Moros i Cristians. El poble, tot i ser molt menut, compta amb 6 'filaes', a les quals s'hi ha d'afegir la filà de les festeres, amb el que en sumen 7. A les 10 h es fa una "diana", en la qual les "filaes" ixen al carrer amb les seues samarretes personalitzades amb les seues respectives senyes d'identitat a desfilar a ritme de marxa cristiana. Després d'aquest acte, cada filà se'n va a la seua càbila a fer un bon esmorzar per a reposar les forces, que acaba empalmant-se amb el dinar. Més tard, quan es fan les 18 h, les "filaes" marxen cap a casa a posar-se la indumentària amb la qual desfilaran oficialment pel poble, amb una banda de música per a cada filà, que ompliran el poble de música i ambient.

- Per acabar, el dilluns és el dia de cloenda de les festes, durant el qual es fa un concurs de paelles. Tot el poble ix al carrer a fer la seua respectiva paella, des dels més joves fins als que no ho són tant. Després d'aquest dinar de germanor entre tots els habitants, els més menuts fan de les seues, fent jocs d'aigua i fent la ja tradicional "xopà", en la qual van amb instruments aquàtics i tota mena de joguets per a banyar a tot aquell que se'ls atrevisca a dir alguna cosa. Finalment, fan una "Nit de disfresses" en la qual uns quants grups es disfressen i fan com una mena de teatre a la Plaça del Bisbe Vilaplana. Les festes acabaran amb l'actuació d'algun duet que amenitze la nit per a aquells que encara tinguen gana de festa.